# Isola di Skrebcov
L'isola di Skrebcov (in russo Остров Скребцова; popolarmente conosciuta come Коврижка, che in italiano significa pan di zenzero?) è una piccola isola russa che si trova nel golfo dell'Amur, nel mar del Giappone, nell'Estremo Oriente russo. È situata a 2 km dalla costa, a nord di Vladivostok. Appartiene amministrativamente al Sovetskij rajon della città di Vladivostok (Territorio del Litorale). L'isola è disabitata.

## Geografia
L'isola ha una superficie di soli di 0,13 km ed è coperta di piante erbacee e cespugli. Raggiunge l'altezza massima di 22 m s.l.m. Le coste sono scoscese. A ovest si estende una stretta striscia di rocce subacquee. D'inverno, da gennaio ai primi di marzo, l'isola è collegata alla terraferma dal ghiaccio.

## Storia
Nel 1863 è stato dato all'isola il nome di M. L. Skrebcov (М. Л. Скребцов), che aveva partecipato ai rilievi idrografici nel golfo di Pietro il Grande.
Nei primi anni del 1890, l'isola ospitava un campo di lavoro per i detenuti di Sachalin, in seguito il campo è stato chiuso a causa dell'elevato costo e le difficoltà di trasporto dei prigionieri.
Nel 1961, durante scavi effettuati sull'isola, sono state trovate tracce di attività umane di un antico popolo che visse nel I millennio a.C. nelle zone costiere del Litorale meridionale.